# Frères de la forêt(Géorgie)
Les Frères de la Forêt (en géorgien : ტყის ძმები, tq'is dz'mebi) sont un groupe de guérilla composé de Géorgiens ethniques restés sur le sol abkhaze après la défaite des forces armées géorgiennes dans la guerre d'Abkhazie de 1992-1993 et qui s'opposèrent à l'Indépendance de l' Abkhazie. Dirigé par Dato Shengelia, le groupe continua le combat aux côtés de la Légion blanche contre les forces abkhazes à la fin des années 1990 et au début des années 2000. En raison d'un bras de fer avec le gouvernement géorgien qui l'accusait d'être mafieux, il est dissous le 11 février 2004 après un accord avec le ministre de l'Intérieur Guiorgui Baramidze. Une semaine auparavant, le 4 février 2004, la police géorgienne avait arrêté plusieurs membres du groupe armé à Zougdidi à la frontière abkhaze.
Le fondateur du mouvement, Shengelia, est arrêté en décembre 2006 en possession d'héroïne et de méthadone et est condamné à 24 ans d'emprisonnement. Il est toutefois libéré en 2010 en raison de la détérioration de son état de santé. Le 22 février 2011, les autorités abkhazes demandent son extradition aux autorités géorgiennes pour crimes.